# Ванский музей
Ванский музей — археологический музей в Турции, расположенный в городе Ван. В Ванском музее собраны экспонаты добытые в результате раскопок двух урартских столиц Тушпы и Русахинили, расположенных в непосредственной близости от города Ван, а также из нескольких окрестных урартских крепостей, располагавшихся недалеко от озера Ван. Музей имеет богатую коллекцию урартской клинописи и самое богатое в мире собрание экспонатов, связанных с Урарту.